# Dijana Hadžijeva
Dijana Hadžijeva (azer. Diana Hacıyeva), takođe poznata kao Dihadž (engl. Dihaj) je azerbejdžanska pevačica. Dijana će predstavljati Azerbejdžan na izboru za Pesmu Evrovizije 2017. Takođe je učestvovala na azerbejdžanskom nacionalnom finalu u 2011. Odabir pesme koju će Hadžijeva izvesti u Kijevu održaće se na azerbejdžanskoj televizijskoj stanici Ictimai TV.

## Diskografija

### Singlovi
- 2010. —
- 2010. —
- 2010. — Romeo (sa Elnurom)
- 2011. —

## Spoljašnje veze
- Dijana Hadžijeva na mreži Fejsbuk
- Dijana Hadžijeva na mreži Jutjub